# Arena Pruszków
Die Arena Pruszków ist ein Velodrom in der polnischen Stadt Pruszków (Woiwodschaft Masowien), einem Vorort der Hauptstadt Warschau.

## Geschichte
Die Arena wurde 2008 eröffnet und ist die erste Hallen-Radrennbahn Polens. Im Eröffnungsjahr wurden dort die Bahn-Europameisterschaften für Junioren und U23-Sportler ausgetragen, 2009 die Bahn-Weltmeisterschaften sowie 2010 die Bahn-Europameisterschaften der Elite. Im November 2017 ist die Austragung des ersten Laufs des Bahnrad-Weltcups 2017/18 in Pruszków geplant. 2019 fanden die Bahn-Weltmeisterschaften ein zweites Mal in Pruszków statt.
Die Bahn selbst ist 250 Meter lang und aus Sibirischer Fichte; geplant wurde sie vom Münsteraner Architekten Ralph Schürmann. Auf den Tribünen finden 1800 Zuschauer Platz. Das Velodrom ist im Besitz des polnischen Radsportverbandes Polski Związek Kolarski.